# Монино (Новосокольнический район)
Монино — деревня в Новосокольническом районе Псковской области России. Входит в состав Вязовской волости.

## География
Расположена к западу от Грихновского озера, в 72 км к северо-западу от города Новосокольники и в шести километрах к северо-западу от волостного центра, деревни Вяз. Восточнее находится деревня Грихново.

## Население
| 2001 | 2002 | 2010 |
| ---- | ---- | ---- |
| 140  | ↘122 | ↘90  |

Численность населения деревни по оценке на начало 2001 года составляла 140 человек.